# Chiesa di San Pantaleo iuxta Flumen
La chiesa di San Pantaleo iuxta Flumen, anche nota come San Pantaleo Affine, era una chiesa di Roma che si trovava lungo la via Giulia, nel rione Ponte. Era dedicata a san Pantaleone. L'epiteto "iuxta Flumen" significa "presso il fiume" in latino, riferendosi al fiume Tevere. "Affine" è una corruzione di "iuxta Flumen", di "ad Flumen" ("al fiume") oppure di "ad Finem" ("al confine"), che, in questo contesto, si riferiva ai limiti della regione urbana. Fu demolita nel sedicesimo secolo per permettere la costruzione della basilica di San Giovanni Battista dei Fiorentini.

## Storia
Probabilmente questa chiesa fu costruita nel dodicesimo secolo e la sua prima menzione, con il nome di S. Pantaleonis affinem, si ha in una bolla promulgata nel 1186 dal papa Urbano III, nella quale viene indicata come una chiesa sussidiaria della chiesa parrocchiale di San Lorenzo in Damaso. Nel 1218, venne assegnata alla chiesa dei Santi Celso e Giuliano assieme ad altre due chiese, Sant'Angelo de Miccinellis e San Salvatore de Inversis.
Inoltre, questa chiesa compare nel catalogo di Torino (1320 circa) come Ecclesia sancti Panthaleonis iuxta flumen e nel catalogo del Signorili (1425 circa) come Sci. Pantalionis. Secondo un'iscrizione oggi persa, la chiesa fu restaurata nel 1344: "THOMAS ABBAS ET FRATER EIUS ANDREAS FECERUNT / FIERI HANC ECCLESIAM SUB ANNO / DOMINI MCCCXLIIII".
Nel 1519, il papa Leone X (1513-1521) affidò questa chiesa all'arciconfraternita della Pietà, un'arciconfraternita fondata nel 1448 da dei mercanti fiorentini per aiutare i malati di peste. La confraternita demolì la chiesa di San Pantaleo e diede inizio alla costruzione della chiesa nazionale di Firenze a Roma, quella di San Giovanni dei Fiorentini.